# Уэст, Стюарт
Стюарт Джон Уэст (англ. Stewart John West, 31 марта 1934, Форбс — 29 марта 2023) — австралийский политик. Он представлял Австралийскую лейбористскую партию (ALP) в Палате представителей с 1977 по 1993 год, занимая место Каннингема от Нового Южного Уэльса. Он был членом кабинета в правительстве Хоука, занимая должности министра по этническим вопросам и иммиграции (1983—1984), строительства (1984—1987) и административных служб (1987—1990).

## Ранние годы
Родился 31 марта 1934 года в городе Форбс, Новый Южный Уэльс. Перед тем, как стать депутатом парламента, он был президентом отделения Порт-Кембла Федерации водников с 1972 по 1977 год. Он также был руководителем кампании Рекса Коннора с 1966 по 1975 год.

## Политика
Уэст был избран в парламент на дополнительных выборах в Каннингеме 15 октября 1977 года после внезапной смерти действующего члена Рекса Коннора. В 1980 году его повысили до теневого служащего при Билле Хейдене.
Когда Лейбористская партия победила в правительстве на федеральных выборах 1983 года, Уэст был назначен министром по этническим вопросам и иммиграции в кабинете премьер-министра Боба Хоука.
Как единственный член левой фракции лейбористов, который был министром кабинета, Уэст оказался в разногласиях с кабинетом, в котором доминируют лейбористские правые, и ушёл в отставку 4 ноября 1983 года, когда не смог поддержать решение кабинета министров о добыче урана. Он был повторно назначен в кабинет 3 апреля 1984 года и отбыл оставшийся парламентский срок в качестве министра иммиграции.
Уэст оставался в кабинете министров в течение двух последующих сроков пребывания правительства Хоука на посту министра строительства с 1984 по 1987 год и министра административных услуг с 1987 по 1990 год. Он ушёл из парламента 8 февраля 1993 года после того, как проиграл предварительный отбор на место Каннингема Стивену Мартину.
Умер 29 марта 2023 года в возрасте 88 лет.